# Golf Club Grand Ducal de Luxembourg
Le samedi 18 avril 1936, l'Association Sportive, Golf-Club Grand-Ducal, voit le jour, et devient locataire et exploitante des infrastructures, avec environ 200 membres. En juin 1935, S.A.R. la Grande Duchesse avait donné son autorisation au Golf-Club d'arborer ses couleurs, L'Orange et le Bleu.